# Mexitrichia pacuara
Mexitrichia pacuara är en nattsländeart som beskrevs av Oliver S. Flint Jr. 1974. Mexitrichia pacuara ingår i släktet Mexitrichia och familjen stenhusnattsländor. Inga underarter finns listade i Catalogue of Life.